# Antoniu Para
Para Antoniu (n. 1885, Silvașu de Sus, județul Hunedoara – d. 1950, Silvașu de Sus, județul Hunedoara) a fost un deputat în Marea Adunare Națională de la Alba Iulia , organismul legislativ reprezentativ al „tuturor românilor din Transilvania, Banat și Țara Ungurească”, cel care a adoptat hotărârea privind Unirea Transilvaniei cu România, la 1 decembrie 1918 :p. 215.

## Biografie
A urmat cursurile școlii primare și a participat la bătăliile din cadrul Primului Război Mondial :p. 215.

## Activitatea politică
Ca deputat în Adunarea Națională din 1 decembrie 1918, Antoniu Para a fost delegat al Cercului electoral Hațeg :p. 215.